# Lido di Ostia Ponente
Lido di Ostia Ponente est un quartiere (quartier) situé au sud-ouest de Rome, faisant partie de la localité d'Ostia, en Italie. Il est désigné dans la nomenclature administrative par Q.XXXIII et fait partie du Municipio XIII. Sa population est de 47 251 habitants répartis sur une superficie de 5,870 3 km2.

## Géographie
Ce quartier est baigné par la mer Tyrrhénienne.

## Lieux particuliers
- Tour San Michele
- Port touristique de Rome
- Église Santa Monica
- Église Nostra Signora di Bonaria[2]

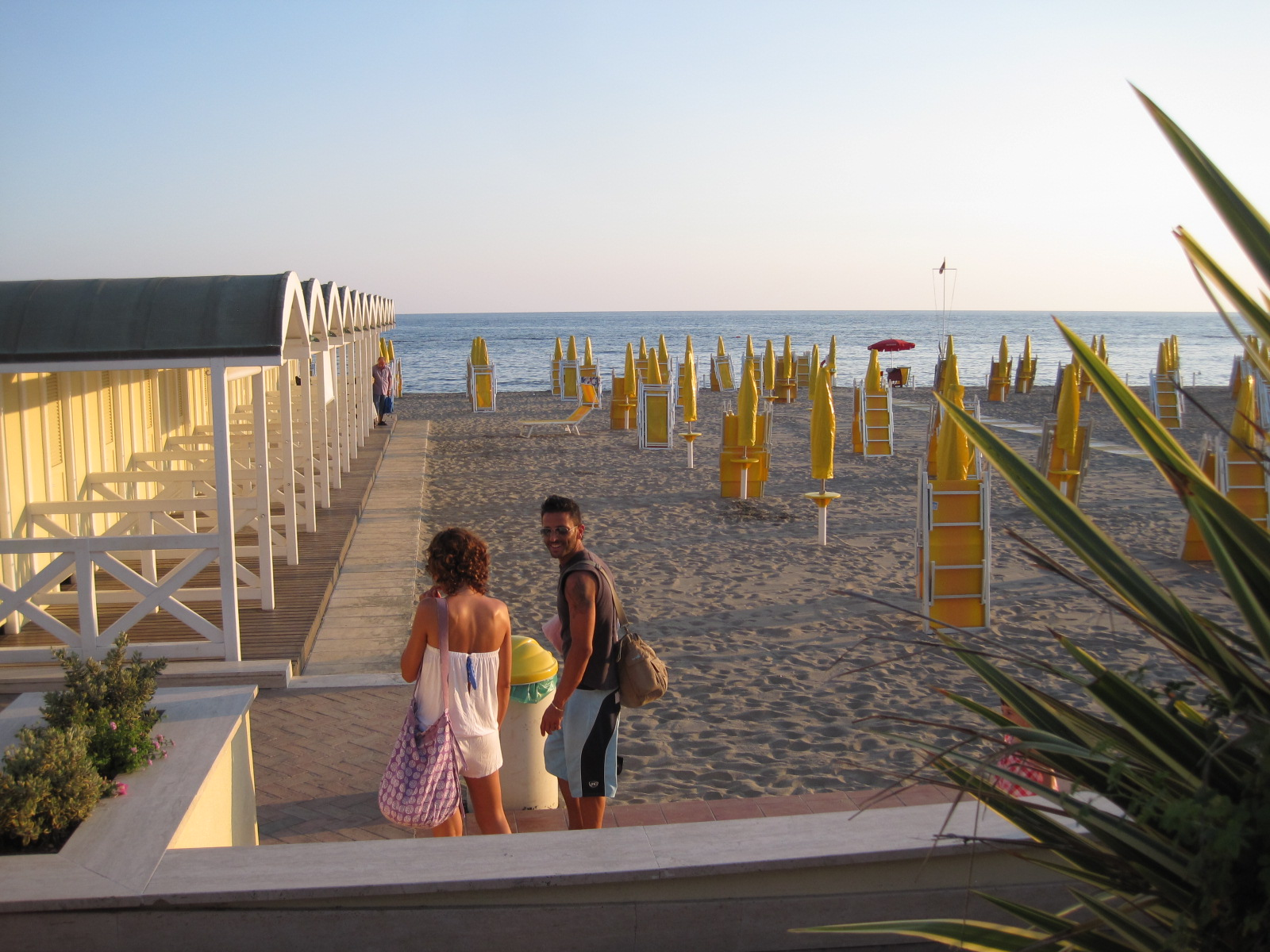
Plage, Lido di Roma
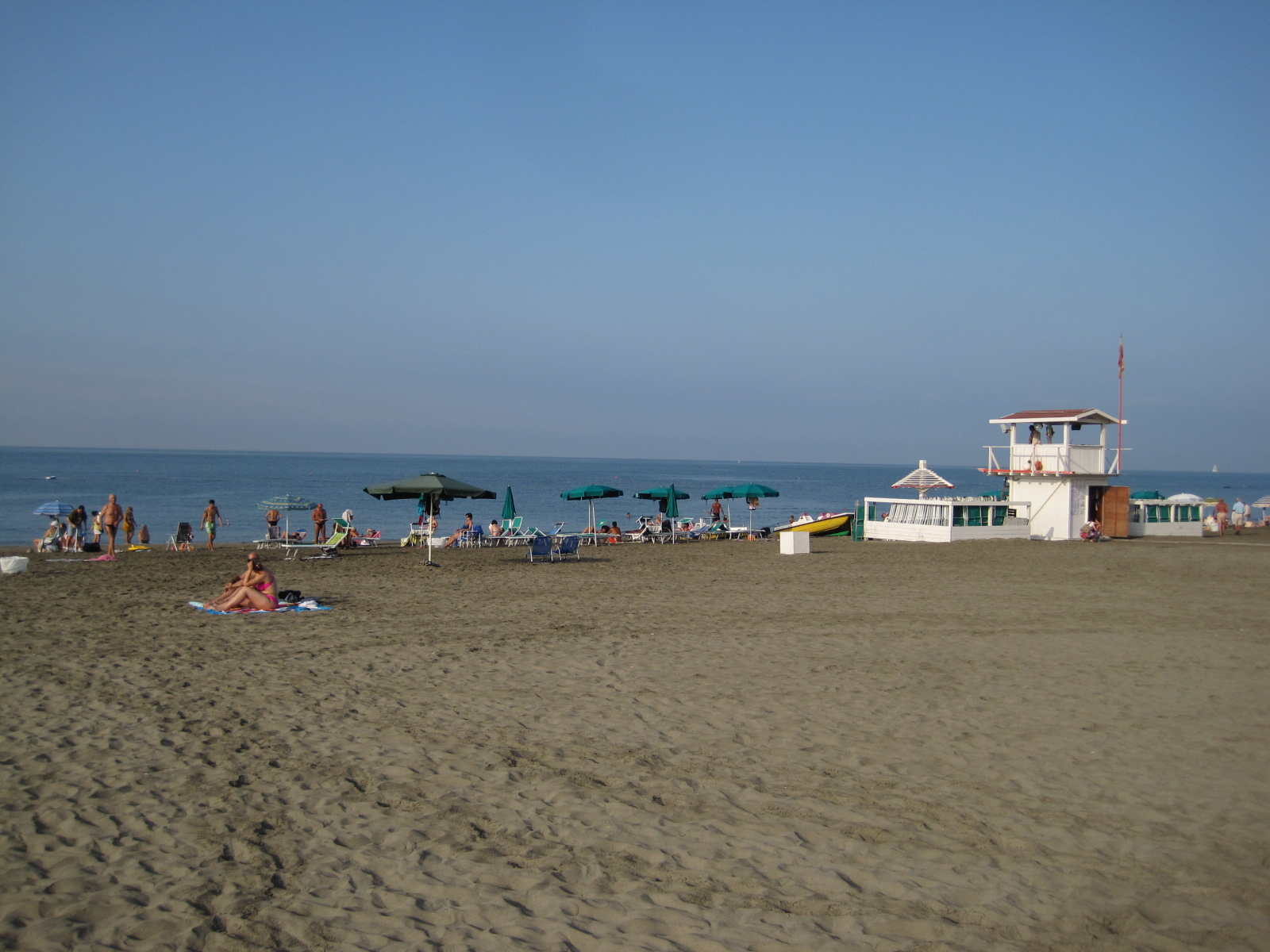
Lido di Roma